# Doctor P
Shaun Brockhurst (alias Doctor P) is een Brits dubstep-producer. Hij produceert ook drum and bass-nummers onder de pseudoniemen DJ Picto en Slum Dogz (samen met DJ Swan-E).
Doctor P heeft samen met Flux Pavilion, DJ Swan-E en Earl Falconer het label Circus Records opgericht.

## Discografie

### Singles
| Single met hitnotering(en) in de Vlaamse Ultratop 50 | Datum van verschijnen | Datum van binnenkomst | Hoogste positie | Aantal weken | Opmerkingen       |
| ---------------------------------------------------- | --------------------- | --------------------- | --------------- | ------------ | ----------------- |
| Sweet shop                                           | 2010                  | -                     |                 |              |                   |
| Gargoyle                                             | 2010                  | -                     |                 |              |                   |
| Badman sound                                         | 2010                  | -                     |                 |              |                   |
| Big boss                                             | 2010                  | -                     |                 |              |                   |
| Black books                                          | 2010                  | -                     |                 |              |                   |
| Stinkfinger                                          | 2010                  | -                     |                 |              | met Flux Pavilion |
| Watch out                                            | 2010                  | -                     |                 |              |                   |
| Tetris                                               | 2011                  | 31-12-2011            | tip82           | -            |                   |
| Neon                                                 | 09-01-2012            | 21-01-2012            | tip16           | -            | met Jenna G       |

### Remixes
- Caspa - Marmite (Doctor P Remix)
- Example - Last Ones Standing (Doctor P Remix)
- Dan Le Sac Vs Scroobius Pip - Sick Tonight (Doctor P Remix)
- Fenech-Soler - Lies (Doctor P Dub)
- Blame - Star (Doctor P Remix)
- Plan B - Love Goes Down (Doctor P Drumstep Remix)
- 12th Planet - Reasons (Doctorix)
- DJ Fresh - Louder (Doctor P & Flux Pavilion Remix)
- Ed Sheeran - Drunk (Doctor P Remix)